# Новопетровское (Васильковский район)
Новопетровское (укр. Новопетрівське) — село, Павловский сельский совет, Васильковский район, Днепропетровская область, Украина.
Население по данным 1990 года составляло 20 человек.
Село ликвидировано в 1993 году.
Находилось на левом берегу реки Соломчина, выше по течению на расстоянии в 1 км расположено село Новоивановка, ниже по течению на расстоянии в 1 км расположено село Аврамовка. Река в этом месте пересыхает.